# 全桂寿
全桂寿（1964年3月—），男，汉族，广西灵川人，中华人民共和国政治人物。中国共产党党员，广西大学商学院政治经济学专业毕业，在职研究生学历，法学学士。第十一届全国政协委员。

## 生平
1980年9月至1984年7月，在广西民族学院政治系政治专业学习。1984年1月，加入中国共产党。
1984年7月至1997年12月，任中国共产主义青年团广西壮族自治区委员会干事、副主任科员、主任科员、办公室副主任、少年部部长（其间：1986年8月至1988年8月，挂任共青团南丹县委员会副书记；1995年9月至1996年1月，在广西壮族自治区党委党校中青年干部培训班学习）。
1997年12月至2000年8月，任共青团广西壮族自治区委常委、少年部部长兼权益部部长（1997年9月至1999年12月在广西大学商学院政治经济学专业学习）。
2000年8月至2006年9月，任共青团广西壮族自治区委副书记。2002年8月起兼任广西计划生育协会副会长（其间：2002年3月至2002年5月在广西壮族自治区党委党校地厅级干部进修班学习；2003年9月至2004年1月在中央党校西部地区干部培训班学习）。
2006年9月至2009年2月，任共青团广西壮族自治区委书记，兼任广西计划生育协会副会长。2008年，当选第十一届全国政协委员代表中国共产主义青年团，分入第十六组
2009年2月至2011年9月，任中共梧州市委副书记（正厅长级）。2009年3月起兼任梧州市人民政府副市长。
2011年9月至2014年12月，任中共梧州市委副书记（正厅长级）。
2014年12月至2015年1月，任广西壮族自治区政协党组成员，办公厅主任、党组书记。2015年1月至2018年1月， 任广西壮族自治区政协秘书长、党组成员，办公厅主任、党组书记。
2018年1月，任梧州市委书记。
2021年6月，任广西壮族自治区党委政法委常务副书记。